# Bosco Santa Maria
Bosco Santa Maria este o arie protejată (arie specială de conservare — SAC, sit de importanță comunitară — SCI) din Italia întinsă pe o suprafață de 806 ha, integral pe uscat.

## Localizare
Centrul sitului Bosco Santa Maria este situat la coordonatele 38°33′13″N 16°17′57″E / 38.553611°N 16.299167°E.

## Înființare
Situl Bosco Santa Maria a fost declarat sit de importanță comunitară în septembrie 1995 pentru a proteja 3 specii de animale. Situl a fost protejat și ca arie specială de conservare în iunie 2017.

## Biodiversitate
Situată în ecoregiunea mediteraneană, aria protejată conține 3 habitate naturale: Galerii de Salix alba și de Populus alba, Păduri de fag din Apenini cu Taxus și Ilex, Păduri de Abies alba din Apeninii sudici.
La baza desemnării sitului se află mai multe specii protejate:
- amfibieni (2): Bombina pachypus, Salamandrina terdigitata
- mamifere (1): lupul (Canis lupus)

Pe lângă speciile protejate, pe teritoriul sitului au mai fost identificate 5 specii de plante, 2 specii de amfibieni, 7 specii de mamifere, 10 specii de nevertebrate, 3 specii de reptile.